# تشارلز ألين توماس
تشارلز ألين توماس (بالإنجليزية: Charles Allen Thomas) هو كيميائي ورائد أعمال ومهندس أمريكي، ولد في 15 فبراير 1900 في مقاطعة سكوت في الولايات المتحدة، وتوفي في 29 مارس 1982 في ألباني في الولايات المتحدة.